# زي باولو (لاعب كرة قدم)
زي باولو (بالبرتغالية: Zé Paulo‏) هو لاعب كرة قدم برازيلي في مركز الهجوم، ولد في 16 مايو 1987 في ريسيفي في البرازيل. لعب مع نادي بارانا ونادي جوينفيل ونادي سبورت ريسيفه.